# Дружный (Варненский район)
Дружный — посёлок в Варненском районе Челябинской области России. Входит в состав Новоуральского сельского поселения.

## География
Расположен в северо-восточной части района, на берегу реки Верхний Тогузак. Расстояние до районного центра села Варна 26 км.

## История
Основан в 1890-х гг. переселенцами из окрестностей Оренбурга, в 1914 г. прибывали жители соседних поселений, а в 1928 г. — выходцы с Украины.
В 1930 году на территории поселка разместилась 3-я бригада колхоза «Путь Октября».

## Население
| 2002 | 2010 |
| ---- | ---- |
| 400  | ↘317 |

(в 1926 — 258, в 1970 — 527, в 1983 — 380, в 1995 — 409)

## Улицы
- Береговая,
- Мирный,
- Молодёжный переулок,
- Набережная,
- Российская,
- Центральный переулок.

## Инфраструктура
- Фельдшерско-акушерский пункт.